# Matematica inversa
La matematica inversa è un ramo della matematica che si occupa di determinare quali sono gli assiomi minimi necessari per dimostrare un particolare teorema e più in generale cerca di determinare la teoria base che costituisce la matematica nel suo complesso. Partendo da una base di assiomi debole, si può scoprire che molte proposizioni matematiche sono equivalenti all'assioma aggiunto ad essa per dimostrarlo, come ad esempio il lemma di Zorn rispetto all'assioma della scelta.
La maggior parte della matematica può essere formalizzata usando l'aritmetica del second'ordine e nei famosi teoremi dimostrati in ACA0, che è definita nell'aritmetica di Peano anche se questa è sovrabbondante come assiomi necessari per le dimostrazioni.
Insiemi più ampi dei numeri reali, compresi tutti gli insiemi di Borel, possono essere codificati per mezzo di numeri reali con le relazioni di appartenenza esprimibili con l'aritmetica del secondo ordine.  La differenza primaria fra la matematica classica nella teoria degli insiemi (ZFC) e nell'aritmetica del second'ordine è che in quest'ultima si usano codici degli insiemi invece che gli insiemi stessi (tranne che per gli insiemi di numeri interi).
Con una formalizzazione corretta, la maggior parte dei teoremi generali sono effettivamente equivalenti all'assioma canonico minimo richiesto per la loro dimostrazione.  La maggior parte dei risultati di base nell'analisi e nell'algebra sono provabili in WKL0, la cui consistenza logica equivale a quella dell'aritmetica ricorsiva primitiva e in cui il repertorio di funzioni dimostrabilmente ricorsive consiste delle funzioni ricorsive primitive.
I teoremi aritmetici di base possono essere dimostrati nell'aritmetica di funzione esponenziale (EFA), che oltre agli assiomi di base per somma, moltiplicazione e l'elevamento a potenza, include l'assioma di induzione per le formule limitate da quantificatori.  EFA basta, tra l'altro, per dimostrare che la teoria dei campi reali chiusi, e quindi anche la geometria classica, è completa.